# Сяйво (фільм)
«Сяйво» (англ. The Shining) — класичний психологічний трилер 1980 року, зрежисований Стенлі Кубриком. В основу сценарію покладено однойменну книгу Стівена Кінга.
Попри чимало негативних рецензій у рік виходу на екрани, нині «Сяйво», на думку багатьох критиків, є одним із найкращих фільмів у своєму жанрі. Читачі журналу Entertainment Weekly поставили фільм на 9-те місце у списку найкращих страшних фільмів усіх часів.
За версією Американського інституту кіно, 2001 року «Сяйво» посіло 29-те місце у списку «100 найкращих гостросюжетних американських фільмів двадцятого століття». 2003 року персонаж Джек Торренс посів 25-те місце в підбірці «100 років… 100 героїв і злочинців».
За версією Channel 4, 2003 року фільм очолив список «100 найстрашніших фільмів усіх часів». 2004 року «Сяйво» посіло 5-те місце в переліку «Найкращі фільми в жанрі „горор“ за версією „Bravo TV“», 2005 року фільм посів 6-те місце у списку «100 найстрашніших моментів у кіно».
На 1 березня 2024 року фільм займав 66-ту позицію у списку 250 кращих фільмів за версією IMDb.

## Сюжет
Письменник Джек Торренс (Джек Ніколсон) приходить на співбесіду до господаря готелю «Оверлук» Стюарта Улльмана (Баррі Нельсон) з метою влаштуватися туди на роботу наглядачем на зимовий період. Протягом п'яти місяців він планує жити разом зі своєю дружиною Венді (Шеллі Дюваль) і сином Денні (Денні Ллойд) в порожньому готелі, відрізаному від решти світу сніговими завалами, і працювати над своїм новим романом. Улльман розповідає йому, що один з попередніх доглядачів готелю Ділберт Грейді, збожеволівши після п'ятимісячного «ув'язнення», убив дружину і двох своїх дочок і наклав на себе руки. Однак ця історія не справляє на Джека особливого враження, і він отримує роботу. Тим часом у родині Торренсів не все добре. Денні постійно спілкується з невидимим другом Тоні, якого він описує як «хлопчика, який живе у нього в роті». Джек і Венді вважають, що Тоні — не більше ніж вигадка їхнього сина, проте Тоні здатний передбачати майбутнє і показувати Денні сцени з минулого. Тоні не подобається майбутня поїздка на пів року в гори, і коли Денні запитує його чому, той підсовує хлопчикові галюцинацію у вигляді двох кабінок ліфта, через двері яких б'ють гігантські потоки крові. Мати застає Денні в трансі й показує лікарю, але той ніяких фізичних розладів не знаходить. Із розмови з матір'ю з'ясовується, що дивацтва з Денні й появи Тоні почали відбуватися після того, як його батько напився і вивихнув йому руку. Тепер Джек кинув пити, пообіцявши, що, якщо він візьме в рот хоч краплю, дружина має право кинути його.
Сім'я переїжджає в готель у день закриття сезону, для них проводять екскурсію. Шеф-кухар, Дік Геллоран (Скетмен Крозерс), володіючи аналогічним, як у Денні, даром телепатії, вгадує в хлопчикові споріднену душу і, залишившись з ним наодинці, розповідає Денні про те, що їхній дар можна назвати «сяйвом» — тобто вони можуть бачити більше, ніж інші. Денні запитує, чи є в готелі щось, чого слід побоюватися, і Дік радить йому уникати кімнати 237. Він каже хлопчикові, що деякі події можуть залишати слід, як, наприклад, підгорілі тости, що залишають запах. Через місяць робота Джека над романом починає гальмувати; він стає дратівливим і починає підозрювати, що всі його біди через дружину. Денні між тим переслідують видіння: час від часу він зустрічає двох убитих дівчаток-близнючок або бачить все ті ж потоки крові. Виявивши двері кімнати 237 відкритими, він наважується зайти. Через деякий час Венді чує крики Джека, який заснув за своїм робочим столом. Коли вона його будить, той каже, що йому приснився сон, в якому він убив її й Денні. Потім несподівано з'являється Денні, у якого синці на шиї й розірваний комір одягу. Венді думає, що батько знову підняв руку на хлопчика. Після сварки з дружиною Джек заходить в Золотий зал готелю зі словами «я б душу зараз віддав за ковток випивки». Несподівано в залі він виявляє знайомого бармена Ллойда, а порожній бар виявляється повним випивки.
З'являється Венді, яка повідомляє, що Денні розповів їй, як у номері 237 він натрапив на жінку, яка намагалася його задушити (бармен і вся випивка при цьому також миттєво зникли). Торренс йде в кімнату 237 і виявляє там оголену красуню; він цілує її, але, помітивши її відображення в дзеркалі, як труп старої (дружина Грейді), — із жахом залишає кімнату. Стара слідує за ним, зловісно регочучи. Джек знову приходить у Золотий зал, де несподівано натикається на цілу вечірку. Там він зустрічає Грейді в образі офіціанта і каже йому, що знає про його жахливі діяння. Той у відповідь каже, що завжди був лише офіціантом, а ось доглядачем — саме Джек. Потім Грейді каже, що «покарав» дружину і дочок і що Джеку потрібно бути акуратнішим, бо його дружина виявилася сильнішою, ніж усі думали. Венді приходить до висновку, що вона повинна відвезти Денні на снігоході до лікаря. Вона вирішує поговорити з Джеком і спускається в Зал Колорадо, де Джек працював над книгою. Вона виявляє, що все, що написав Джек за місяць роботи, — одна безглузда фраза, повторена багато разів на кожній сторінці: «Одна робота, ніякого неробства, бідолаха Джек не знає веселощів» (англ. All work and no play makes Jack a dull boy). Раптово з'являється Торренс. Він розлючений і звинувачує дружину в тому, що вона не розуміє, яка на нього покладена відповідальність. Венді в жаху б'є його по голові бейсбольною битою. Після чого вона відтягує Джека в кухню і замикає в коморі з їжею. Венді біжить у гараж, але виявляє, що Джек перед цим встиг вивести снігохід з ладу. Через деякий час Джек чує голос Грейді, який наполегливо рекомендує йому завершити свій намір. Грейді бере обіцянку з Джека «виправити ситуацію» і звільняє його з комори.
Вибравшись з ув'язнення, Джек підіймається нагору і за допомогою сокири вривається в кімнату, де ховалися його дружина і син. Однак Венді вдається сховатися у ванній і відкрити невелике віконце, що веде на вулицю. Венді допомагає Денні вилізти через вікно, але сама не може протиснутися, і, коли Джек, прорубавши двері, намагається увійти всередину, вона ранить чоловікові руку кухонним ножем. У цей час Дік Геллоран, з яким раніше зумів зв'язатися Денні за допомогою свого дару, нарешті приїжджає до готелю і заходить всередину. Джек відволікається на шум всюдихода за вікном, залишає дружину і йде шукати кухаря. Через деякий час він вбиває Геллорана і женеться за сином, але той, тікаючи, приводить його в сад-лабіринт, розташований на території готелю. У цей час Венді бігає по готелю у пошуках сина і знаходить моторошних привидів і труп кухаря. Джек втрачає орієнтацію в лабіринті й в нестямі намагається відшукати сина, проте Денні вдається провернути заячий трюк зі слідами на снігу і вибратися. Денні й Венді залазять у снігохід кухаря і їдуть. А Джек, так і не знайшовши виходу з лабіринту, вмирає від холоду.
Фінальний кадр показує стіну готелю з фотографіями, на яких зображено найважливіші події з життя готелю. На колективній фотографії, що зображає бал, що відбувся в 1921 році, серед натовпу присутній усміхнений Джек.

## В ролях
| Актор           | Роль           |
| --------------- | -------------- |
| Джек Ніколсон   | Джек Торренс   |
| Шеллі Дювалл    | Венді Торренс  |
| Денні Ллойд     | Денні Торренс  |
| Скетмен Крозерс | Дік Галлоранн  |
| Беррі Нельсон   | Стюарт Улльман |
| Філіп Стоун     | Делберт Грейді |

## Цікаві факти

### Номер кімнати
Номер 217 змінено на 237. Для аерофотозйомок екстер'єру вигаданого готелю «Оверлук» було використано готель «Тімберлайн Лодж», розташований на горі Маунт-Гуд в штаті Орегон. Власники готелю звернулися до Кубрика з проханням не показувати у «Сяйві» номер 217 (описаний у книзі), оскільки майбутні гості готелю могли б побоятися зупинятися в ньому, і у фільмі було замінено на неіснуючий номер 237. Всупереч очікуванням готелю, номер 217 запитують частіше, ніж будь-який інший номер у Timberline.
У січні 2010 року американський конспіролог Джей Вайднер на своєму сайті виклав статтю, в якій розкрив багато, на його думку, прихованих натяків у стрічці (зокрема, те, що висадка космонавтів «Аполлон-11» була заздалегідь знята Кубриком). У ній він стверджує, що спеціально зв'язався з керівництвом готелю «Timberline Lodge», де йому відповіли, що номер 237 завжди був у їхньому готелі.
Існують окремі аналітики, які пов'язують цю зміну числа з чутками про те, що Кубрик сфальсифікував першу висадку на Місяць, оскільки між Землею і Місяцем приблизно 237 000 миль (в середньому 238 855 миль), і стверджують, що фільм є витонченим зізнанням у його причетності до цього.
Інша теорія стверджує, що у фільмі присутня одержимість числом 42, а добуток цифр у 237 дорівнює 42.
Зрештою, Кубрик зупинився на 237, тому що воно відображало частину історії з одного з його попередніх фільмів. 237 - це, власне, число, яке потрібно ввести в комп'ютер у фільмі «Доктор Стрейнджлав», щоб розпочати ядерний голокост.